# Partido Radical Socialdemócrata
Partido Radical Socialdemócrata (PRSD, Sociálně demokratická radikální strana) je chilská sociálně demokratická/sociálně liberální strana navazující na Partido Radical (Radikální stranu) vzniklou roku 1863, která se roku 1994 spojila se Sociálně demokratickou stranou Chile. Na domácí scéně působí v rámci Koalice stran pro demokracii, v poslanecké sněmovně 7 mandátů (ze 120), v senátu 2 (z 38). Strana je součástí Socialistické internacionály.